# Actebia flavomaculata
Actebia flavomaculata är en fjärilsart som beskrevs av Ludwig Carl Friedrich Graeser 1888. Actebia flavomaculata ingår i släktet Actebia och familjen nattflyn. Inga underarter finns listade i Catalogue of Life.